# Partyspiel
Partyspiele (von französisch partir = teilen)  ist die von der Spielwissenschaft benutzte Gattungsbezeichnung für eine Reihe  unterschiedlicher Spielformen, die als gesellige Spiele im Rahmen eines Festes  zusammengefasst werden.

## Historisches
Noch bis ins 19. Jahrhundert hinein waren sogenannte Partys und die mit ihnen verbundenen Partyspiele eher in den Salons der gehobenen Gesellschaftskreise beheimatet. Sie dienten dem gegenseitigen Kennen- und Verstehenlernen, der zwanglosen Unterhaltung, dem Nachbarschaftsaustausch, der Partnerfindung der jungen Generation. Es handelte sich um Einladungen, bei denen getanzt, gespielt, diskutiert, getrunken, gezecht wurde. Die Spiele boten dabei neben einer kurzweiligen Unterhaltung und einer Auflockerung der Atmosphäre auch Möglichkeiten, in näheren Kontakt zueinander zu kommen und sich dabei als amüsant, kreativ oder kenntnisreich zu erweisen.
Erst seit dem 19. Jahrhundert bedienten sich zunehmend auch bürgerliche und bäuerliche Kreise dieser Form geselligen Vergnügens. Als eine typisch amerikanische Erfindung verbreiteten sich seit der Mitte des 20. Jahrhunderts sogenannte Cocktailpartys, die ein unkonventionelles Beisammensein von Gruppen Gleichgesinnter und – unter der Beteiligung von Alkohol – auch Spiele teilweise exzessiven Charakters praktizierten. Im Deutschland der 1980er-Jahre verbreitete sich eine ebenfalls aus den USA kommende Variante dieser Partyform, die mit Spiel, Tanz, Clownerien und Trinkgelagen verbundenen war und sich besonders bei jungen Leuten bis heute einer großen Beliebtheit erfreut, die sogenannten Bottlepartys. Sie sind dadurch gekennzeichnet, dass die Partygäste ihre bei den Festivitäten konsumierten alkoholischen Getränke selbst mitbringen, um den Gastgeber finanziell zu entlasten. Entsprechend ausgelassen fallen die praktizierten Spielformen aus.
Mit der Ausweitung des Partybegriffs für Festlichkeiten aller Art in neuerer Zeit verbreiterte sich auch die Bandbreite der mit ihnen verbundenen Spiele. Mit hoch anspruchsvollen bis zu äußerst primitiven, von harmlosen bis zu erotischen Partyspielen erreichten sie alle Gesellschaftsschichten und Lebensalter: „Der Partybegriff, einstmals eher ein bisschen elitär, gehört heute zum Alltagswortschatz: Man lädt ein zur Gartenparty, Straßenparty, Kellerparty, Poolparty, Grillparty, Cocktailparty, Sylvesterparty, Technoparty u.s.w. Sogar von einer Handyparty wurde in einer süddeutschen Zeitung berichtet.“

## Charakter

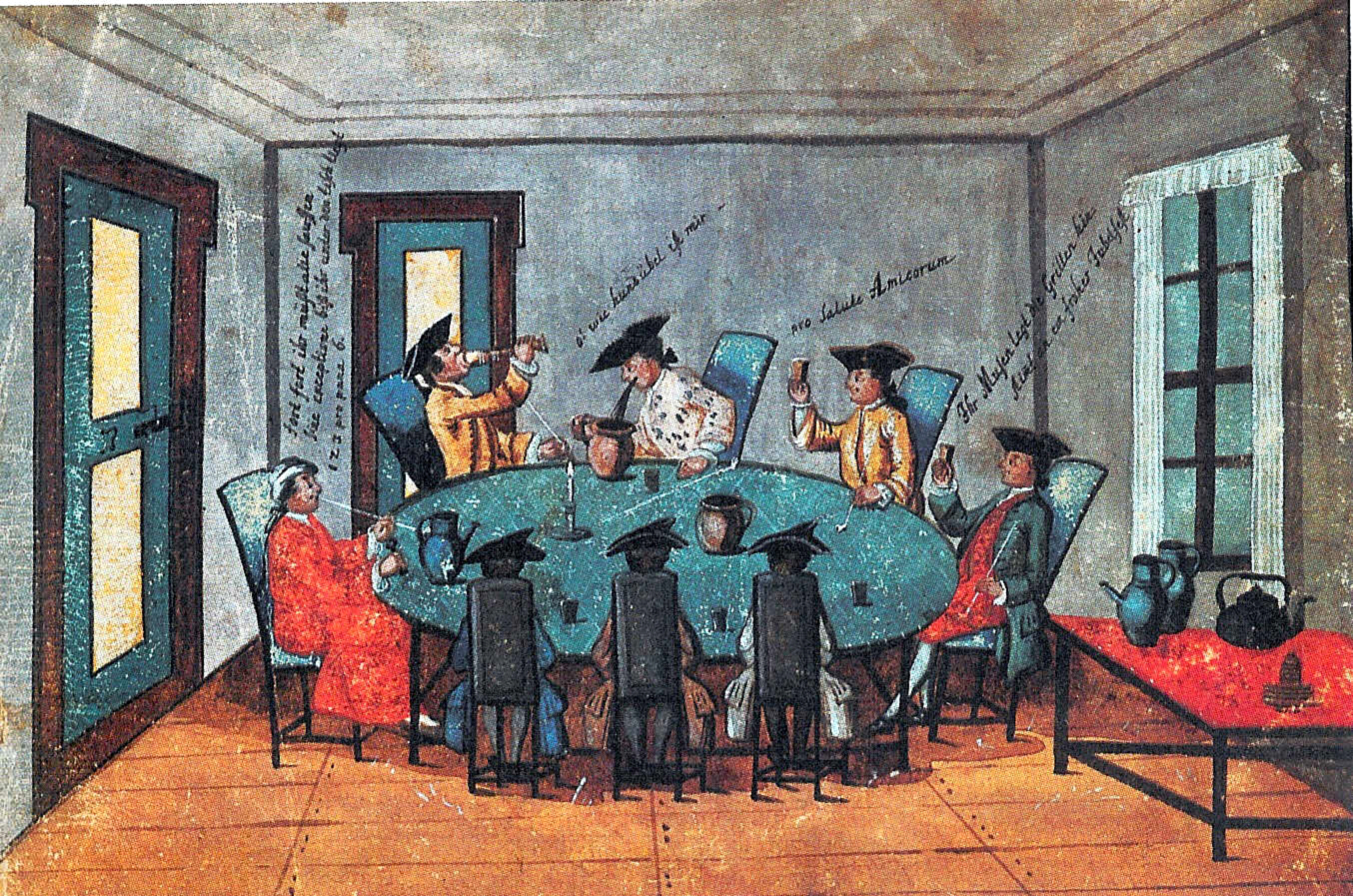
Studentisches Gelage in Jena, Stammbuchmalerei um 1750: Der Gastgeber lässt seine Gäste trinken, „biß ihr unter dem tisch liegt“.

Partyspiele präsentieren sich in einem breiten Spektrum an Möglichkeiten: Sie können auf hochgeistigem Niveau stattfinden, sich aber auch in obszönen Formen ergehen. Partyspiele sind schon auf Kinderpartys, bei Studentenfesten und noch in Seniorenheimen beliebt. Sie können erhebliche Ansprüche an das Wissen, die Kreativität, die Intuition oder das Einfühlungsvermögen der Spielenden stellen. Sie können harmlose Formen der gegenseitigen Kontaktaufnahme oder schon intimere des Flirtens, Neckens, Tändelns annehmen und dabei die Geschlechterspannung auskosten. Sie können aber auch bis zu moralisch fragwürdigen erotischen oder gar sexuellen Vergnügungen reichen. Dabei spielt die Gesellschaftsschicht meist nur eine untergeordnete Rolle. Oft gewähren schon die Titulierung der Einladung, der gewählte Ort oder das zur Party versammelte Publikum Eindrücke von der zu erwartenden Tendenz. Während eine „Kinderparty“ als offen einsehbares Gartenfest eher Spielformen eines Kindergeburtstags vermuten lässt, kann der Eingeladene bei einer als „Bottleparty“ in einer Waldhütte ausgeschriebenen ‚Junggesellenparty’ oder bei einer Corpsstudentenfête im Verbindungshaus von anderen Erwartungen ausgehen.

## Beispiele

### Kennenlernspiele
Kennenlernspiele dienen vor allem dem Zweck, die Partyteilnehmer als Gruppe einander näher zu bringen und auf unterhaltsame Weise allen einen Überblick und Eindruck von der eingeladenen Gästeschar zu vermitteln. Sie sollen die am Partybeginn oft noch steife Atmosphäre aufbrechen und helfen, einander möglicherweise noch fremde Personen einzugliedern. Sie haben ihren Platz entsprechend sinnvoller Weise in der ersten Phase der Party. Bei Kinderpartys beliebt sind einfache Spiele wie ‚Mein rechter Platz ist frei’, bei dem in der Sitzrunde jedes Kind der Reihe nach ein anderes nach seinem Namensschild ansprechen und an seine Seite holen darf. Dabei kann sich die Spielleiterin einreihen, falls die Gefahr besteht, dass ein Kind ausgegrenzt wird. Beim ‚Anbändeln’ geht es darum, nach einer flotten Musik durch den Raum zu gehen, dabei möglichst vielen Gästen die Hand zu schütteln und sich namentlich gegenseitig bekannt zu machen. Das ‚Interview’ gibt Gelegenheit, sich paarweise möglichst viele persönliche Fragen zu stellen, um die auf diese Weise kennengelernte Person anschließend allen im Kreise wie einen alten Bekannten vorzustellen.

### Unterhaltungsspiele

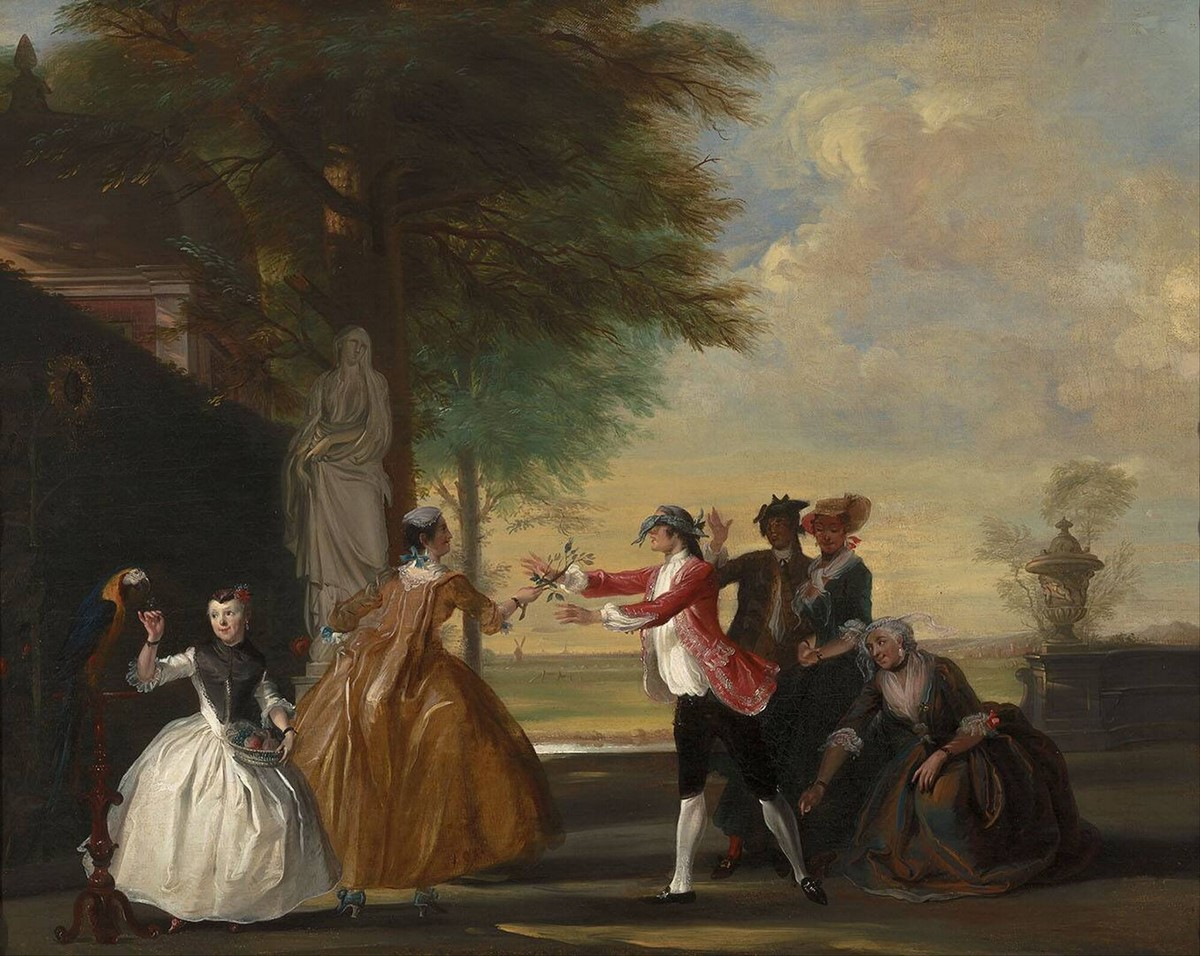
Cornelis Troost: Blindekuhspiel (ca. 1740)

Der niederländische Maler Cornelis Troost (1696–1750) hat in einem Ölgemälde festgehalten, wie sich Teilnehmer einer adeligen Gesellschaft im 18. Jahrhundert in einer Gartenlandschaft an dem alten Partyspiel ‚Blinde Kuh’ erfreuen. Dieses seit dem Mittelalter überlieferte, auch heute nicht nur von Kindern gespielte ursprünglich rituelle Dämonenspiel war bereits in früher Zeit gern mit anzüglichen erotischen Einlagen verbunden.
Auch kleine Bewegungs- oder Tanzspiele wie der ‚Huttanz’, bei dem die Kopfbedeckung während des Tanzes an andere Tanzpaare weitergegeben werden muss oder der ‚Stirnballontanz’, bei dem ein Luftballon mit den Stirnen zu halten ist, können zur Erheiterung und Auflockerung beitragen.

### Rollenspiele
Beim ‚Fesselballonspiel’ geht es darum, sich in einer selbst gewählten Rolle in einer bedrohlichen Situation das Überleben zu sichern. Der Spielleiter inszeniert ein Geschehen und führt durch eine dramatische Geschichte: Ein in Turbulenzen geratener Fesselballon erfordert das Abspringen eines der Passagiere. Wer dafür infrage kommt, haben die Passagiere unter sich auszutragen. Dazu muss jeder die anderen in einer leidenschaftlichen Selbstdarstellung von der Bedeutung seines vorher gewählten Berufs als Bestatter, Müllmann, Opernsängerin oder Schönheitschirurgin für die Gesellschaft und die Menschheit überzeugen. Bei empfindlichen Gästen kann wegen „Abflauens der stürmischen Winde“ nach den Deklamationen vom Ballonführer auch eine Entscheidung über das Opfer aufgehoben werden.

### Denkspiele/Wissensspiele
Zu den anspruchsvolleren Partyspielen zählen Formen, bei denen ein gewisses Bildungsniveau vorausgesetzt wird. Rätselspiele, Wortspiele, Sprachspiele gehörten schon an den mittelalterlichen Fürstenhöfen zur gehobenen Spielkultur, Rätselsteller zu den angesehenen Gästen. Sie eignen sich auch heute in der Regel nur für relativ homogene Gästezirkel, die gewisse Voraussetzungen und ein Interesse an Bildungsthemen wie Kommunikation, Literatur, Musik, Kunst, Sport oder am Lösen von Rätseln, Denksportaufgaben und kniffligen Alltagsfragen mitbringen. So kann etwa das ‚Literaturquiz‘ von den Spielenden oder gegeneinander antretenden Gruppen verlangen, Zitate wie ‚Denk ich an Deutschland in der Nacht, dann bin ich um den Schlaf gebracht‘ oder ‚Bin weder Fräulein weder schön, kann ungeleitet nach Hause gehn‘ nach Autor und vielleicht sogar Werk, Zeit, Epoche etc. einzuordnen und damit Punkte zu sammeln. Es lassen sich auch vorgegebene Bruchstücke von Zitaten vervollständigen wie ‚mens sana in corpore sano‘ oder falsche Zitate korrigieren. Ähnliche Aufgaben können sich in einem ‚Musikquiz‘ über das Anspielen einer Stelle aus Oper, Operette oder Musical anbieten beziehungsweise als ‚Sportquiz‘ mit Fragen aus der Welt des Sports. Als Brettspiel sind heute zum Beispiel Tabu, Trivial Pursuit oder Scrabble bekannt.